# Кадыров, Очил
Очил Кадыров (1910—1945) — красноармеец Рабоче-крестьянской Красной Армии, участник Великой Отечественной войны, Герой Советского Союза (1945).

## Биография
Очил Кадыров родился в 1910 году на территории современного Кошрабадского района Самаркандской области Узбекистана. После окончания начальной школы работал в колхозе. В 1941 года Кадыров был призван на службу в Рабоче-крестьянскую Красную Армию и направлен на фронт Великой Отечественной войны. К сентябрю 1944 года красноармеец Очил Кадыров был пулемётчиком 1348-го стрелкового полка (399-й стрелковой дивизии, 42-го стрелкового корпуса, 48-й армии 1-го Белорусского фронта). Отличился во время освобождения Польши.
3 сентября 1944 года Кадыров, будучи в составе танкового десанта, пулемётным огнём поддерживал наступление стрелковой роты. Во время переправы через реку Нарев в районе деревни Дроздово к югу от польского города Ружан на западном берегу Кадыров своим огнём прикрыл форсирование реки основными силами. Скончался 13 марта 1945 года уже на родине, похоронен в кишлаке Себистан Кошрабадского района.
Указом Президиума Верховного Совета СССР от 24 марта 1945 года красноармеец Очил Кадыров посмертно был удостоен высокого звания Героя Советского Союза. Был также награждён орденом Ленина, двумя орденами Красной Звезды и медалью За отвагу.